# Віфінія і Понт
Віфінія і Понт (лат. Provincia Bithynia et Pontus, Давньогрецька дав.-гр. Επαρχία Βιθυνίας και Πόντου, трансліт. Eparkhía Bithynías kai Póntou) — назва провінції Римської імперії на Чорноморському узбережжі Анатолії (сучасна Туреччина). Утворена наприкінці Римської республіки шляхом об'єднання колишніх королівств Віфінія та Понт. Об'єднання було частиною ширшого завоювання Анатолії та її перетворення на римську провінцію.

## Історія створення
У 74 році до н. е. Нікомед IV Філопатор заповів своє царство, Віфінію, римлянам, які, як він сподівався, захистять його від давнього ворога, Понту. Завдяки впливу Юлій Цезар, тоді ще молодої людини і друга Нікомеда, та палкій промові сестри померлого царя Ніси перед сенатом, дар був прийнятий.
Марк Аврелій Котта, дядько Юлія Цезаря по матері, був відправлений для забезпечення безпеки провінції як намісник. Мітрідат Євпатор напав на Віфінію ще до прибуття консула. Котта послав за своїм співконсулом, Луцієм Ліцинієм Лукуллом. Почалася Третя Мітридатська війна, яка затягнулася. Наприкінці своїх консульств обидва полководці залишилися проконсулами. Мітрідат зміг мобілізувати проти них майже всю решту Анатолії. Обидва консулами були недостатньо досвідченими, щоб здолати Мітрідата. Котта був остаточно усунутий сенатом за звинуваченням у корупції. Люди Лукулла підняли заколот. У плутанині він втратив майже всю Анатолію і опинився в глухому куті. Терпінню сенату прийшов кінець, і він обрав найкращого полководця, якого мав. У 66 році до н. е. Рим прийняв Lex Manilia, призначивши, популярного в народі, Гнея Помпея. Він мав отримати повну свободу дій в Азії. До 64 року до н. е. всі союзники Мітрідата були розбиті або змушені були перейти на його бік. Його вигнали з Понту, переслідували по всій Анатолії, і врешті-решт вбили колишні друзі, які сподівалися здобути прихильність римлян.
Багатства Анатолії тепер перебували під владою Риму. Завданням Помпея було розділити регіон на провінції. Він зберіг більші регіони та об'єднав менші міста-держави. Понт так і не став власною провінцією. Він був просто доданий до свого колишнього конкурента, Віфінії, а його назва була прикріплена в кінці Віфінії. Це не було змішуванням різних культур, оскільки узбережжя Чорного моря вже давно було еллінізоване.
Нова провінція виникла у 63 році до нашої ери. Вона мала легендарне багатство і важливе значення для Республіки. Помпей увійшов до Першого тріумвірату разом зі своїми колегами-популарами. Як тільки, Октавіан Цезар, прийняв титул імператора на постійній основі, а сенат надав йому інший, Август у 27 році до н. е., Віфінія і Понт стали імперською провінцією.
У рамках конституційних реформ Августа, які перетворила Римську республіку на Римську імперію, римські території були розділені на імператорські провінції та сенаторські провінції. Імператорські провінції були прикордонними землями, які вимагали постійної військової присутності для захисту імперії від вторгнення. Таким чином, лише імператор (як верховний головнокомандувач армії) мав право призначати губернаторів цих провінцій..
Сенаторські провінції, навпаки, були зосереджені вздовж Середземного моря і не мали значної військової сили; провінція Віфінія і Понт, розташована вздовж південного узбережжя Чорного моря, була винятком, хоча вона теж не мала значного гарнізону. [Август дозволив сенату призначати губернаторів цих провінцій, як це було зроблено з усіма провінціями за республіканської системи: шляхом сортування обирали проконсул, який мав імперіум над територією, йому допомагали легат або віце-губернатор, і квестор, який займався фінансовими питаннями.
Римський письменник Пліній Молодший був губернатором провінції у 110—113 роках нашої ери. Його Епістоли («Листи») до імператора Траяна, котрий правив у 98-117 рр., є основним джерелом про римську провінційну адміністрацію.
Міста Віфінії перейняли багато рис римських міст в імператорський період, набагато більше ніж решта римської Малої Азії.
Згідно з Кассій Діон, близько 134 року н. е. сенат передав контроль над Віфінією та Понтом імператору в обмін на Лікію та Памфілію.
За Александра Севера, Віфінію і Понт було розділено на дві частини, в кожну з яких призначали прокуратора з вершницького стану. Це відбувалося аж до правління Деція Траяна, коли провінцію знову очолив сенатор з титулом vir perfectissimus.
Під час адміністративних реформ імператора Діоклетіана 295 року Віфінію і Понт було розділено на провінції Віфінія, Пафлагонія і Діоспонт.

## Географія
Римська провінція Віфінія та Понт складалася з прибережної смуги горбистої країни з ділянками інтенсивно родючих орних земель у м'якому та вологому кліматі на південному узбережжі Чорного моря від Босфор до приблизно міста Трабзон. На південь від прибережної смуги зі сходу на захід простягалися Понтійські гори, що ізолювали узбережжя від Центральної Анатолії, помірного плато з луками і низькорослими лісами. Провінція простягалася вгору по схилах до хребта. На його зворотному боці були долини і плато, в яких розташовувалися міста, що знаходилися на краю прибережної провінції, але не входили до її складу.

## Спадщина
Після мусульманських вторгнень 640-х років нашої ери Візантійська імперія реорганізувала свою провінційну структуру у феми. Провінція Віфінія і Понт була реорганізована в такі феми: Букеларії, Опсікіон і Оптиматон.